# Halstroff
Halstroff é uma comuna francesa na região administrativa de Grande Leste, no departamento de Mosela. Estende-se por uma área de 10,78 km². Em 2010 a comuna tinha 315 habitantes (densidade: 29,2 hab./km²).